# Makromolekuła
Makromolekuła, makrocząsteczka, makrodrobina – cząsteczka chemiczna (molekuła) złożona z więcej niż około 1000 atomów. Makromolekuła często powstaje z połączenia jednego lub kilku rodzajów jednostek podstawowych, tzw. merów, tworząc strukturę substancji polimerowych. 
Przykładami makromolekuł są cząsteczki: 
- biopolimery: białek, DNA, celulozy, skrobi;
- polimery syntetyczne: polietylenu, polikrzemianów (np. szkło).

W chemii polimerów makromolekułę definiuje się jako tę, dla której przy przyłączaniu kolejnych merów podstawowe właściwości fizyczne nie zmieniają się.
Działami chemii zajmującymi się poszczególnymi własnościami makromolekuł są m.in.:
- chemia polimerów
- chemia krzemianów
- chemia supramolekularna